# Brickellia brasiliensis
Brickellia brasiliensis là một loài thực vật có hoa trong họ Cúc. Loài này được (Spreng.) B.L.Rob. mô tả khoa học đầu tiên năm 1911.